# Prunus buergeriana
Prunus buergeriana är en rosväxtart som beskrevs av Friedrich Anton Wilhelm Miquel. Prunus buergeriana ingår i släktet prunusar, och familjen rosväxter. Inga underarter finns listade i Catalogue of Life.

## Bildgalleri

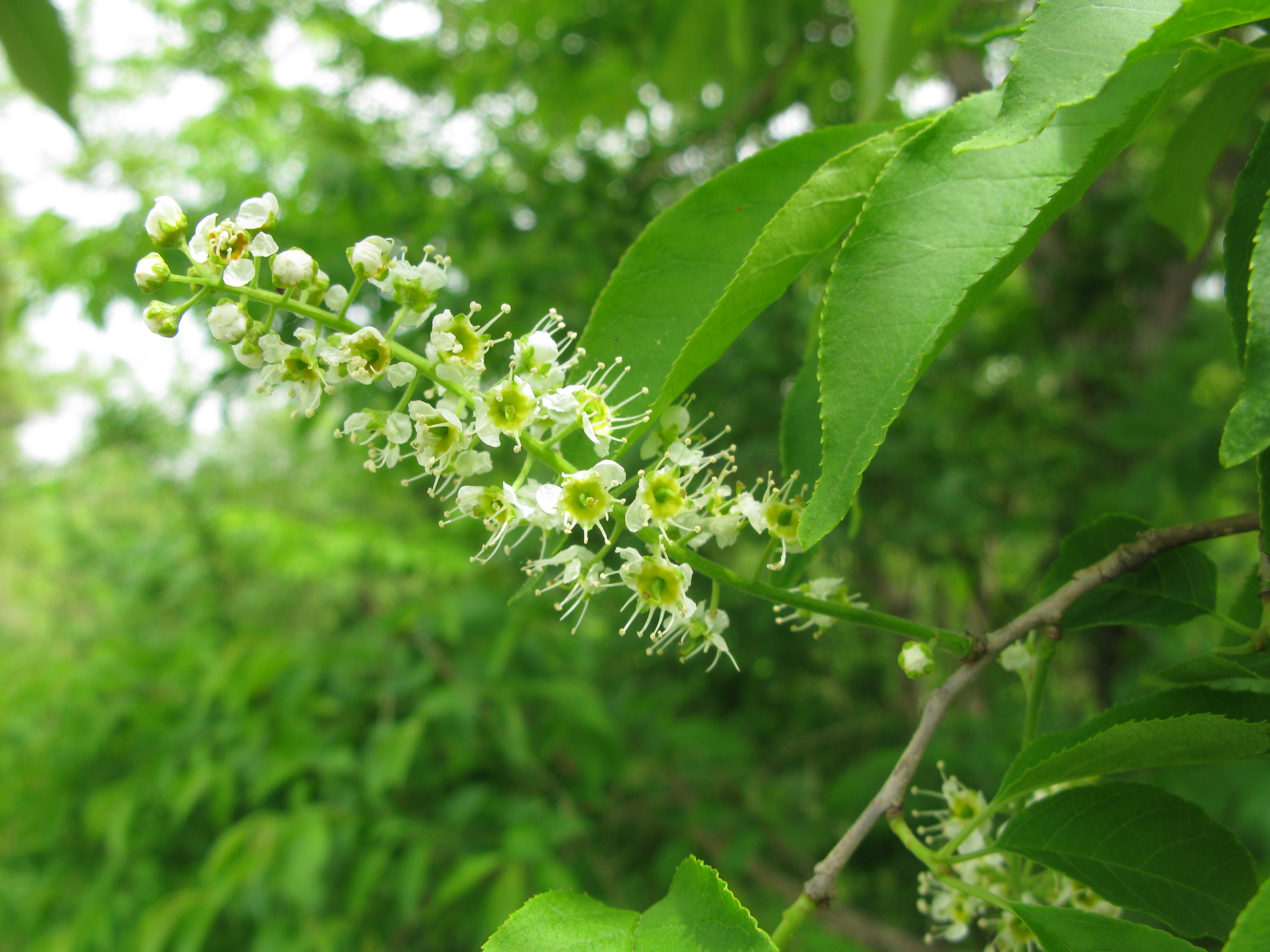
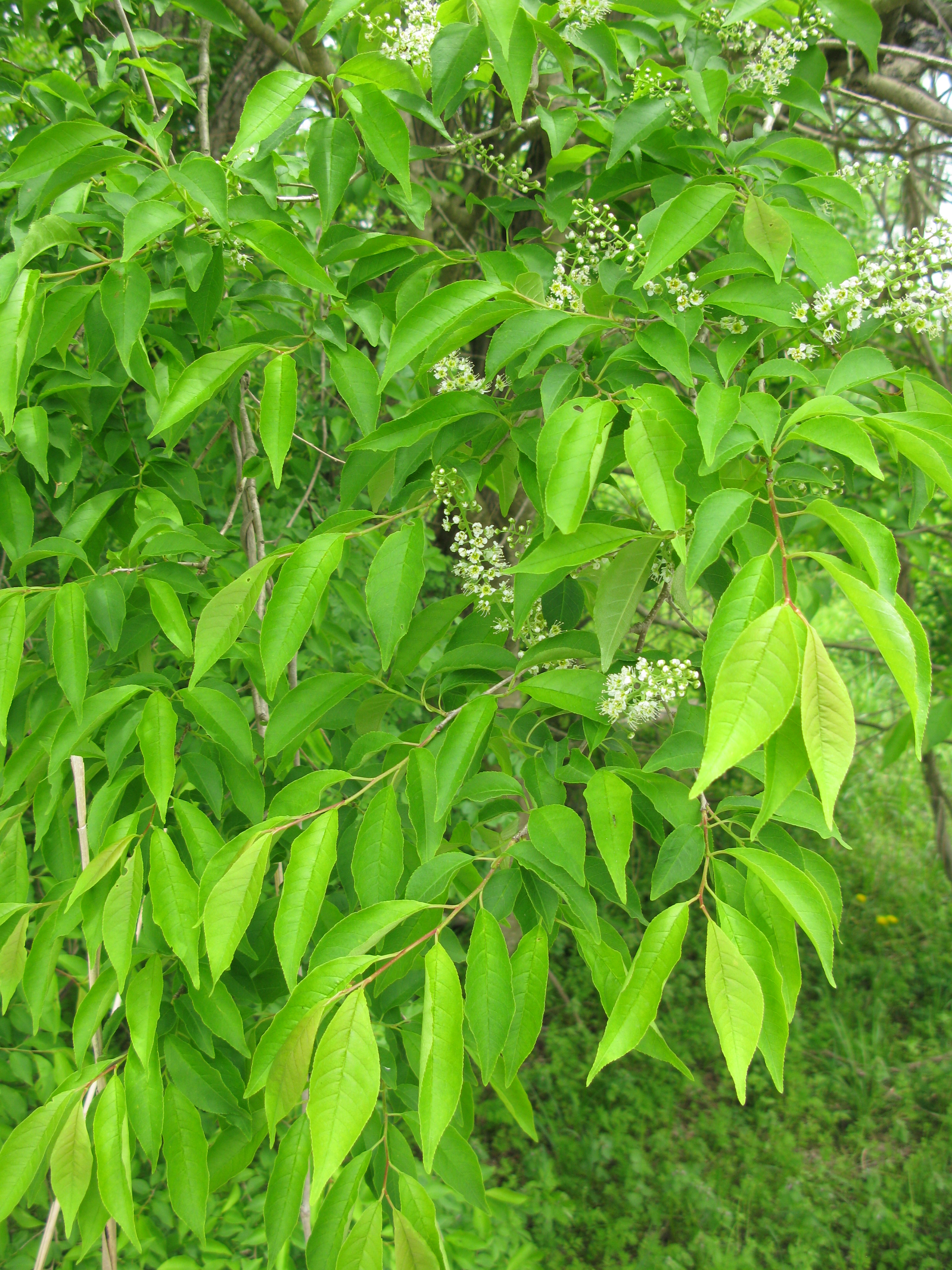
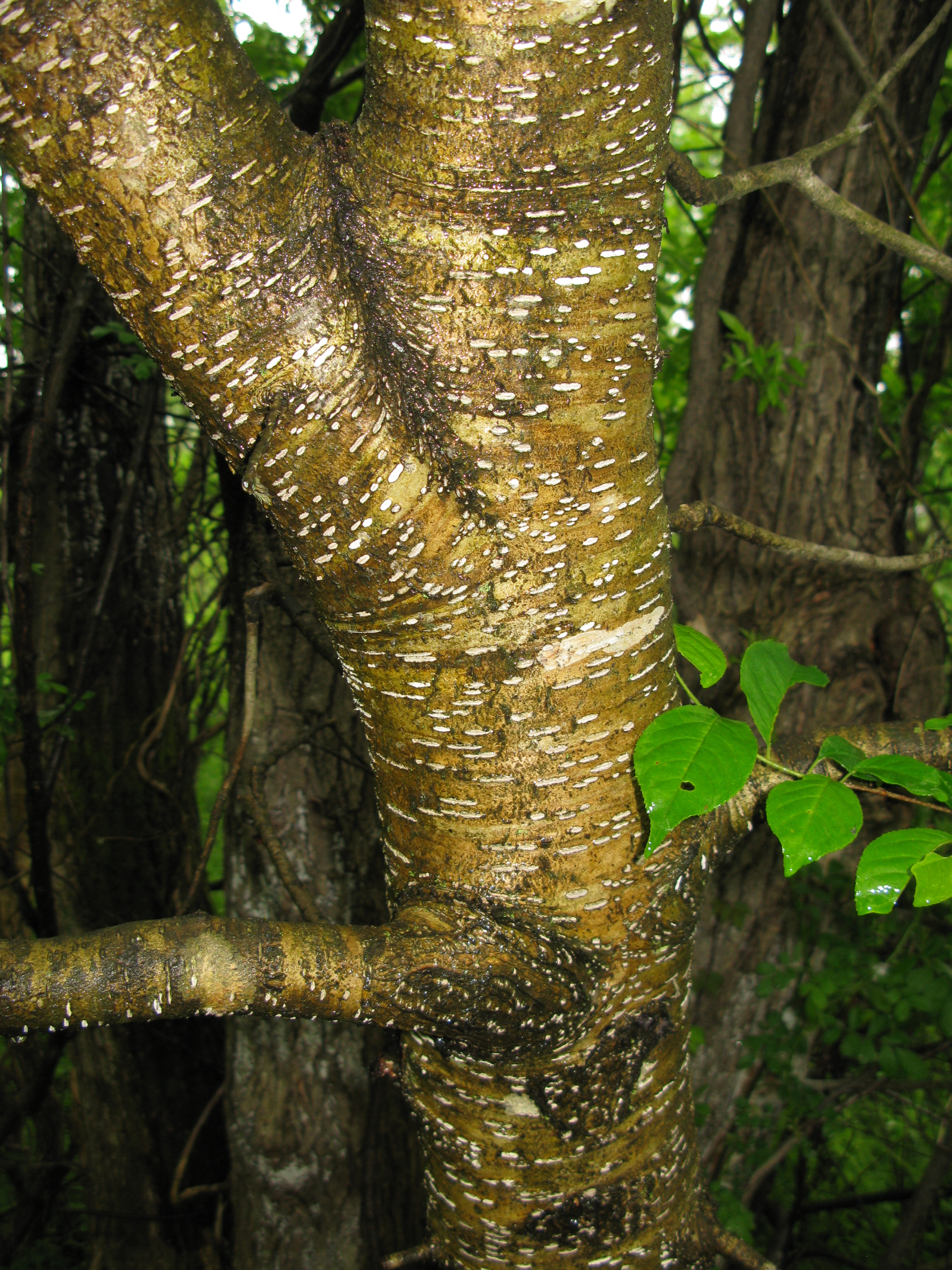
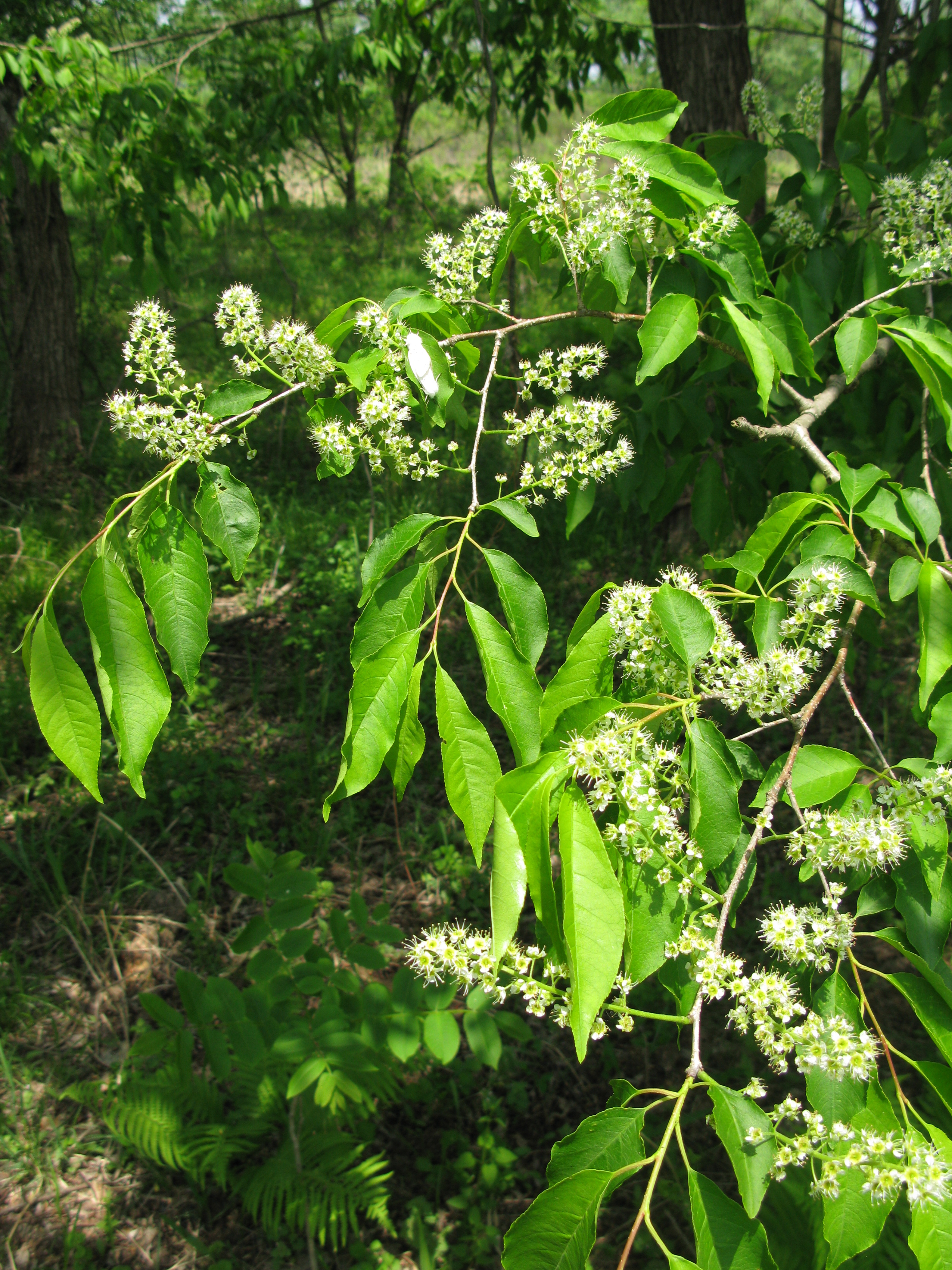